# Levovik
Levovik (serbisches-kyrillisch: Левовик) ist ein Dorf in Serbien.

## Geographie
Das Dorf befindet sich in der geographischen Region Banja, in der Opština Sokobanja, im Okrug Zaječar, im Osten von Serbien. 
Levovik liegt auf einer durchschnittlichen Höhenlage von 547 Meter über dem Meeresspiegel. Um das Dorf erheben sich einige hohe Hügel und Berge, darunter der Šiljati Kamen, Rujak und der touristisch bekannte, Momin Kamen. 
Levovik, das rund 16 km östlich der Gemeindehauptstadt gelegen ist, befindet sich am östlichen Rand des Banja-Beckens und liegt an der Hauptstraße, die Sokobanja mit Knjaževac, verbindet. Levovik liegt nicht weit von seinem östlichen Nachbardorf Cerovica entfernt. 
Durch das Dorf fließen, der rechte Nebenfluss der Moravica, das Flüsschen Izgarska Reka (auch kurz Izgare genannt) und der Fluss Levovik. Auch die Bäche: Novakovac, Tisovik, sowie an der westlichen Dorfgebietsgrenze, der Suvi potok fließen durch das Dorfgebiet. 
Das Quellgebiet der Moravica selbst liegt westlich von Levovik, und somit durchzieht der Fluss kaum das Dorfgebiet.

## Dorftypus
Das Haufendorf unterscheidet sich nicht wesentlich von den anderen Dörfern der Gegend. Die Dorfbewohner sind hauptsächlich in der Landwirtschaft und der Viehzucht tätig.
Die Häuser in Levovik stehen überwiegend entlang der Hauptstraße.

## Bevölkerung
Das Dorf hatte 2022 eine Einwohnerzahl von 102, während es 2011 noch 148 waren, nach den letzten drei Bevölkerungsstatistiken fällt die Einwohnerzahl weiter. Die Bevölkerung stellen Serben. 

### Demographie
| Jahr | Einwohnerzahl |
| ---- | ------------- |
| 1948 | 327           |
| 1953 | 364           |
| 1961 | 370           |
| 1971 | 338           |
| 1981 | 298           |
| 1991 | 234           |
| 2002 | 162           |
| 2011 | 148           |
| 2022 | 102           |

## Geschichte
Das heute selbstständige Dorf Levovik war in der Vergangenheit, ein Weiler des etwa 6 km nordwestlich gelegenen Nachbardorfes, Čitluk. Im Ort befinden sich hauptsächlich die Häuser der Familie Jerci. Die Jerci stammen aus der Herzegowina. 
Da der Ort am Zusammenfluss des Flusses Levovik und des großen Baches Novakovac liegt, leitet sich der Dorfname vom gleichnamigen Fluss ab. 

## Religion
Seit dem 7. September 2021 wird die im westlichen Dorfgebiet gelegene und aus dem 13. Jahrhundert stammende (zurzeit in Ruinen liegende) serbisch-orthodoxe Gottesmutterkirche wieder erbaut bzw. renoviert. 
Die Kirchenrenovierung, mit dem geistigen Segen des Bischofs der Eparchie Timok, Ilarion, wurde auf die Initiative von drei Einwohnern der Stadt Sokobanja, (Marijan Jovanović, Dejan Krstić und Vukašin Miletić), begonnen. 
Im südwestlichen Dorfgebiet befindet sich der Dorffriedhof von Levovik. 

## Belege
- Artikel zum Nachbardorf Čitluk mit Informationen zum Dorf Levovik auf der Seite www.poreklo.rs, (serbisch)
- Artikel über die Erneuerung der Dorfkirche und Informationen zum Ort auf der Seite mbportal.rs, (serbisch)
- Становништво, упоредни преглед броја становника 1948, 1953, 1961, 1971, 1981, 1991, 2002, подаци по насељима. Band 9. Serbisches Statistikinstitut, Belgrad 2004, ISBN 86-84433-14-9.
- Становништво, национална или етничка припадност, подаци по насељима. Band 1. Serbisches Statistikinstitut, Belgrad 2003, ISBN 86-84433-00-9.
- Књига 2, Становништво, пол и старост, подаци по насељима. Band 2. Serbisches Statistikinstitut, Belgrad 2003, ISBN 86-84433-01-7.